# スタンチク

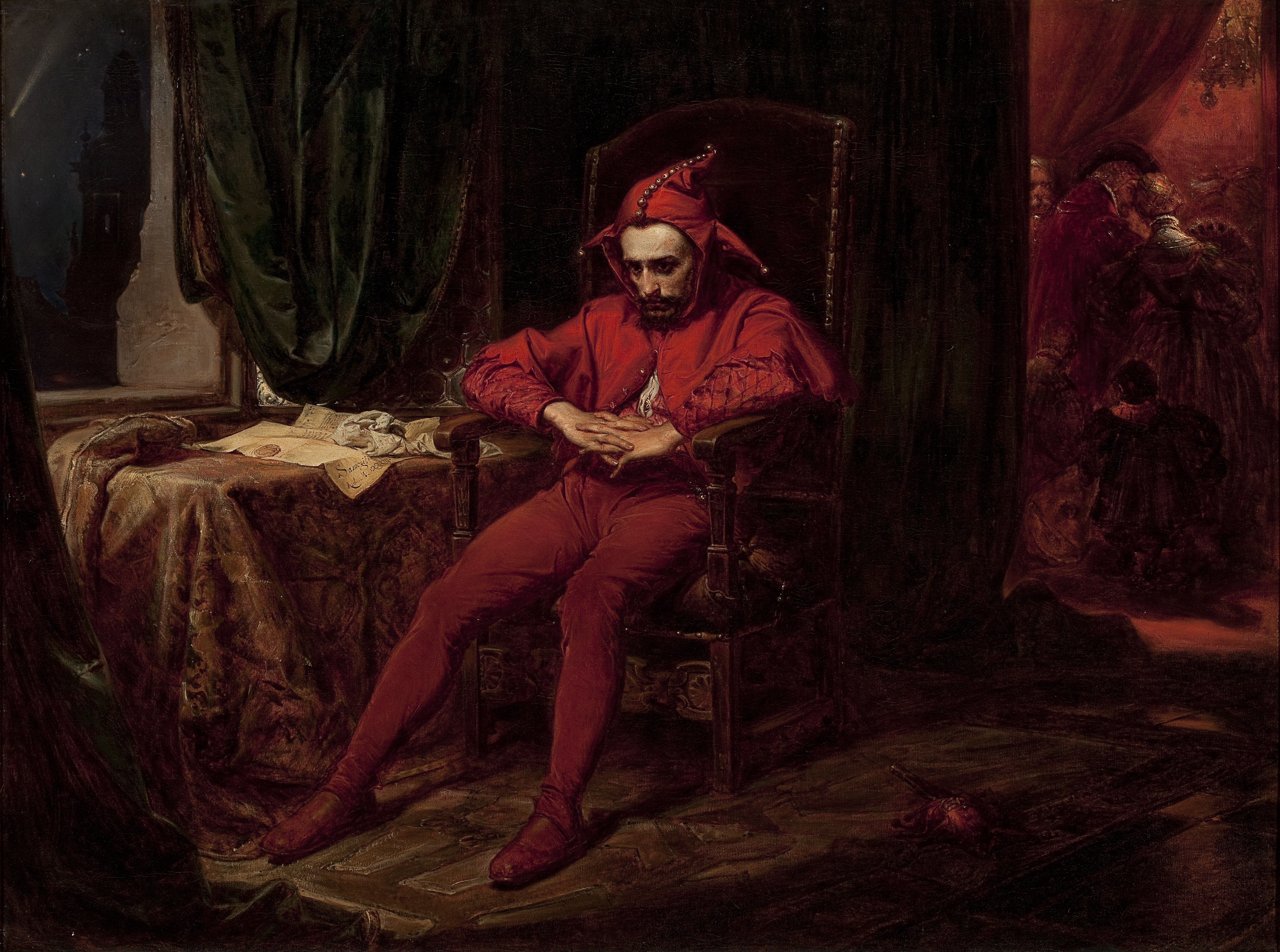
ヤン・マテイコ画『スタンチク』（1862年）
1514年、華やかな宮廷舞踏会の最中に楽屋にていち早くスモレンスク陥落の速報を受け取り、考えにふけるスタンチク
画中のスタンチクの顔は作者のマテイコ自身のものであるとされる
ヤン・マテイコの作品のうちの最高傑作のひとつで、ポーランド絵画の代表的作品のひとつ

スタンチク（ポーランド語: Stańczyk、1480年頃 - 1560年頃）は、ポーランドの歴史のなかで最も有名な宮廷道化師。彼はアレクサンデル、ジグムント1世老王、ジグムント2世アウグストという三代の王に仕えた。

## 生涯
歴史家たちはこの道化師の本名をスタニスワフ・ゴンスカ（Stanisław Gąska）と推定しており、スタンチク（Stańczyk）はスタニスワフの愛称（「スタニスワフちゃん」の意味）。また、ゴンスカ（Gąska）は、実際はスタンチクの同僚の道化師でその実力の点でスタンチクに少々劣っていた人物の名だったと主張する歴史家もいる。
スタンチクはいつも、ただの芸人であることをはるかに超えた存在だったと考えられている。知性と政治哲学者としての才能にあふれ、ポーランドの現在と未来の状況について、周囲の者に畏敬の念を起させるほどであった。彼が発する気の利いた冗談は政治と宮廷の時事問題に関連しており、彼は自らの道化師としての仕事を通じて、風刺という手段を用いながら同時代の人々に対する批判と警告を行った。スタンチクの発言と冗談は、ウカシュ・グルニツキ、ヤン・コハノフスキ、マルチン・クロマー、ミコワイ・レイといった同時代の著述家や歴史家の多くによって記録されており、彼らはみなスタンチクを真実のために見せかけの偽り事と戦った人物として称賛している。
最も広く知られている逸話は王の狩猟の行事のときのものである。1533年、ジグムント1世王はリトアニアから巨大な熊を取り寄せた。この熊は首都クラクフ近郊のニェポウォミツェ近くにあるニェポウォミツェの森に放され、これを王が狩ることになっていた。この狩りの最中、熊が王、王妃、その側近たちからなる一団に向かって突進をし、一同は恐慌をきたして大混乱に陥った。王妃ボナはこのときの落馬で流産をしてしまった。スタンチクが熊にかまわず逃げてしまったことで、王が怒ってのちにスタンチクを批判した。このときスタンチクはこう言った。
「檻に入れられている熊を放すことのほうが馬鹿げたことでしょ！」
この発言は、王のプロイセン公領に対する政策への当てこすりであった。プロイセン公領はポーランドに征服されていたが、王国の直轄領にはなっておらず、属領として一定の自治権が与えられた状態だったのである。後にプロイセン公領は独立国家となり、ロシア・オーストリアと共にポーランドの分割に参加する。

## ギャラリー

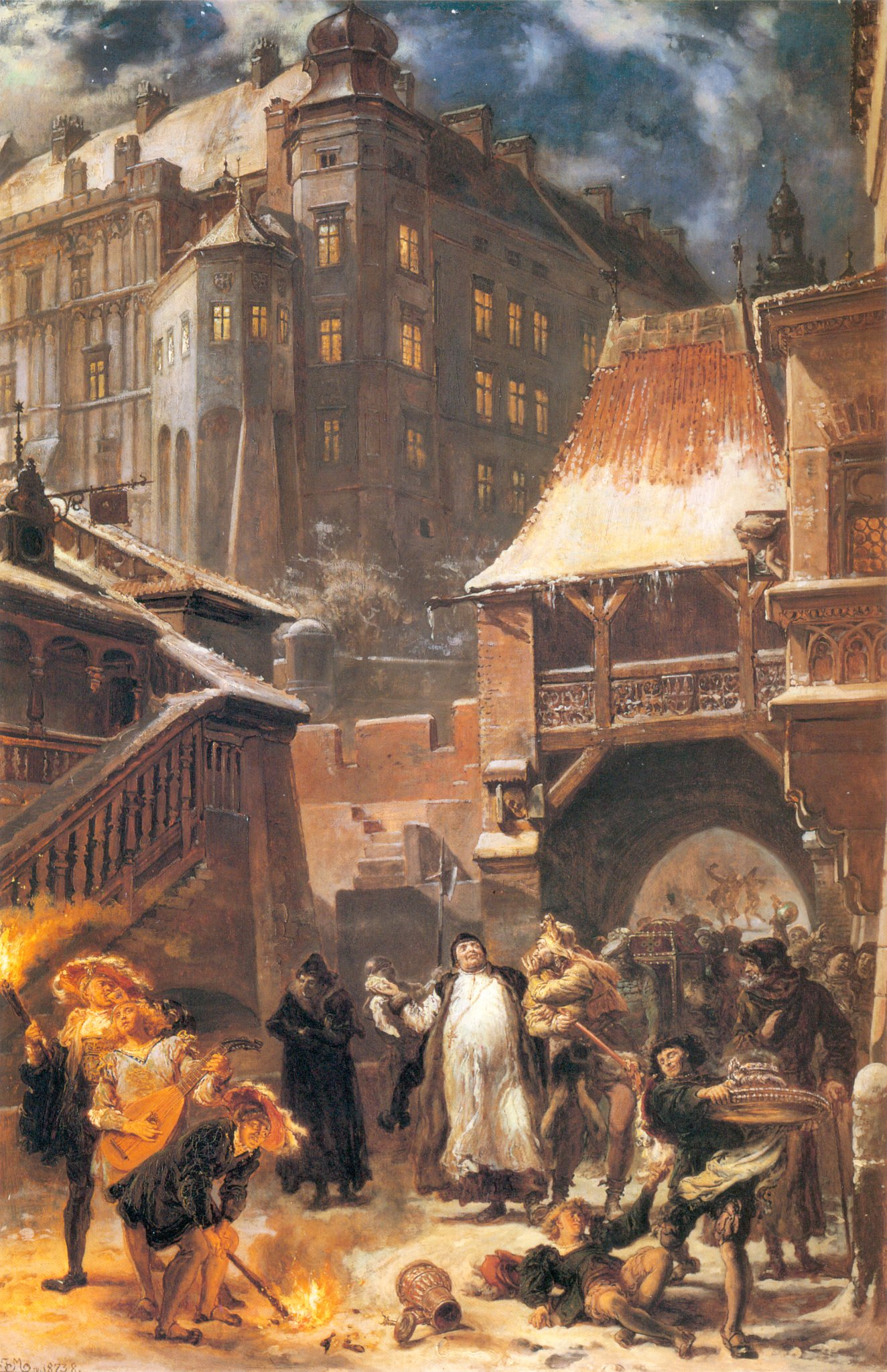
ヤン・マテイコ画『ゲムラトとスタンチク』（1873-1878） ゲムラトは当時のポズナン大司教 ニューヨーク、コシューシコ財団所蔵
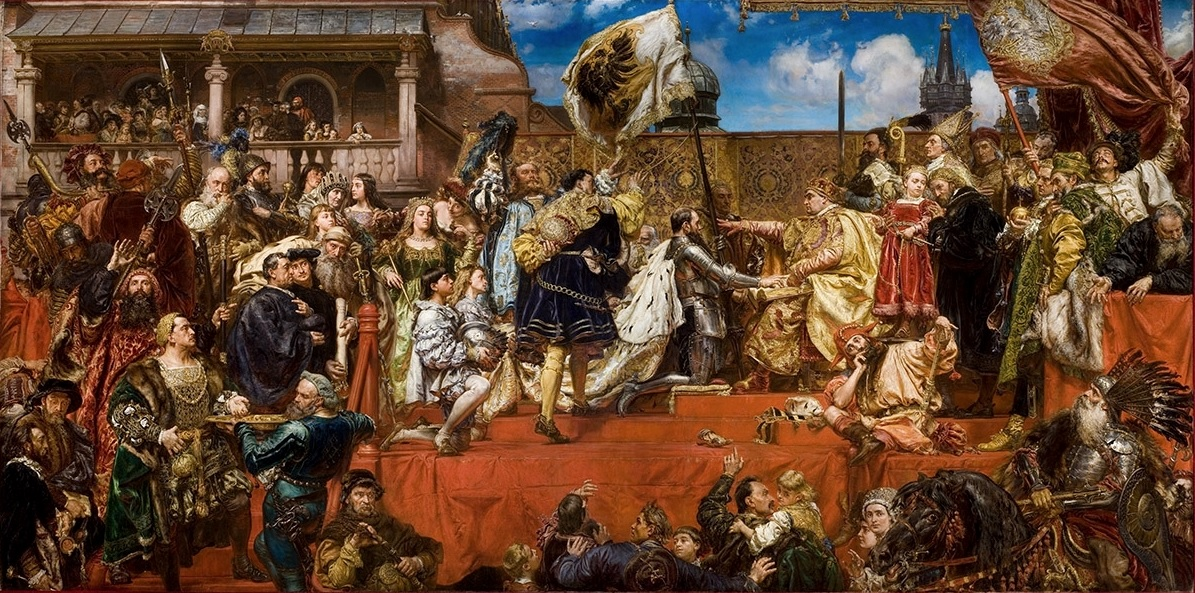
ヤン・マテイコ画『プロイセンの臣従』（1882） スタンチクが王の手前に座って首をかしげている ポーランド共和国クラクフ国立博物館所蔵
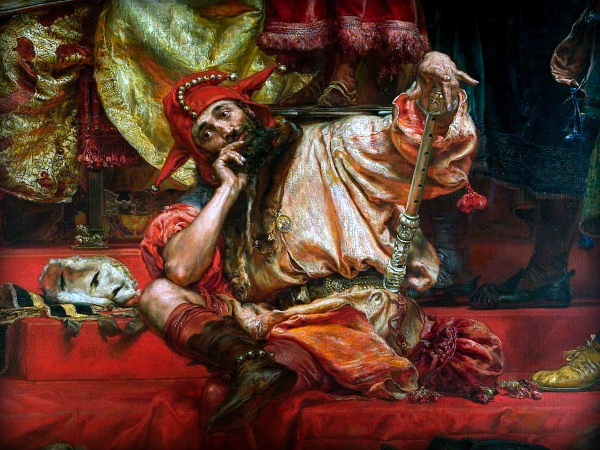
『プロイセンの臣従』のスタンチクを拡大したところ 彼はポーランド王国のプロイセン政策の寛容さに対しあからさまな懐疑の念を示している
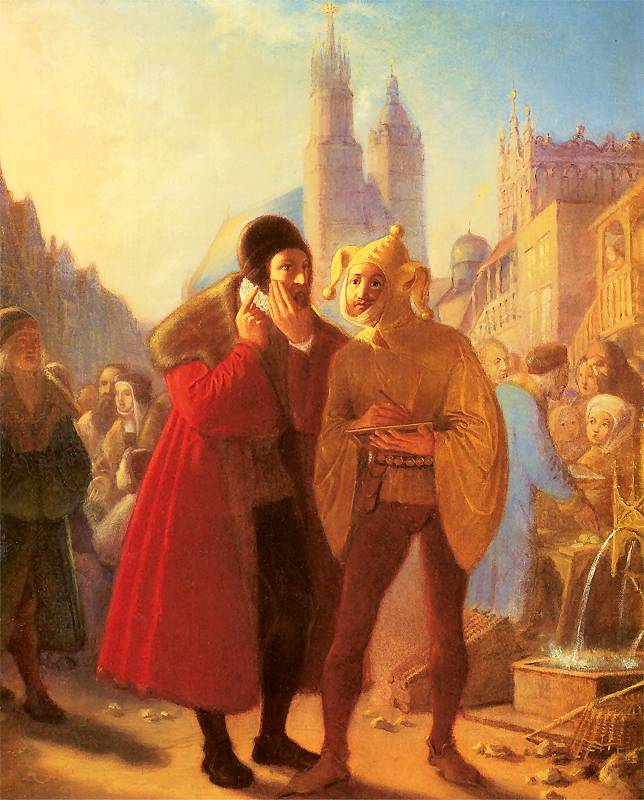
ヤン・マテイコ『虫歯のスタンチク』（1855） 虫歯痛に悩むスタンチクがクラクフの中央広場に出て知り合いと立ち話し、対症療法を教わっている
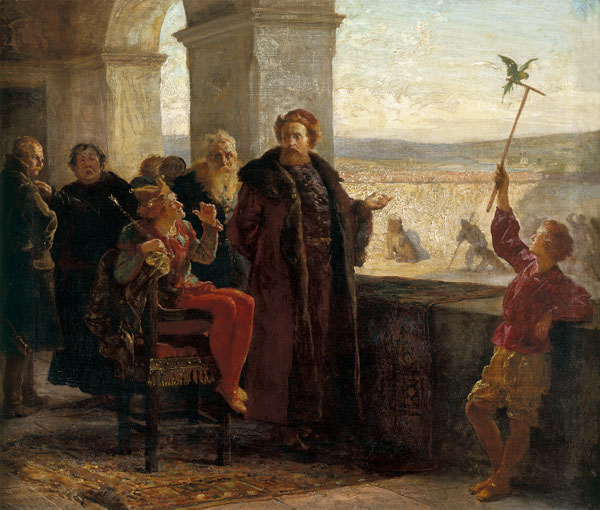
ヴォイチェフ・ガーソン画『ジグムント老王とスタンチク』（19世紀） クラクフのヴァヴェル王宮でジグムント1世と語り合うスタンチク インコがとまっている棒を持つ右の少年は幼い王太子ジグムント（のちのジグムント2世王）
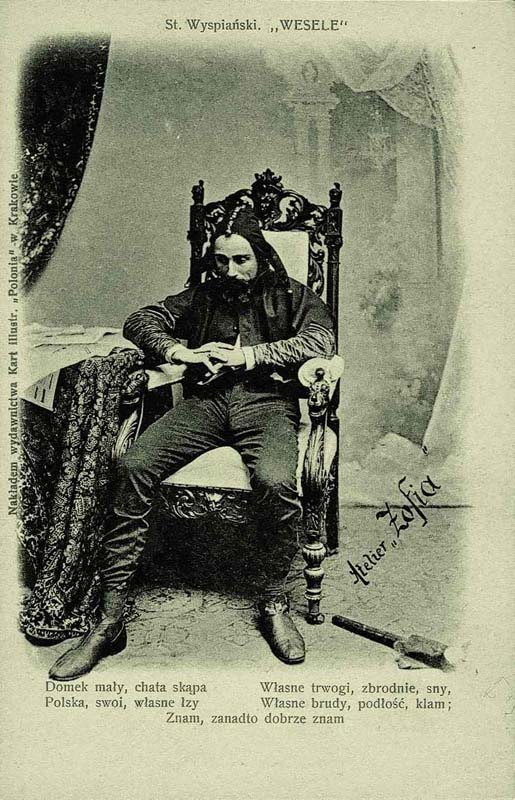
スタニスワフ・ヴィスピャンスキの演劇『結婚』の記念カード（1901年） スタンチクは劇中で、過去の時代の亡霊として時を超えて登場する 写真でスタンチクに扮しているのはスタンチク役のカジミェシュ・カミンスキ
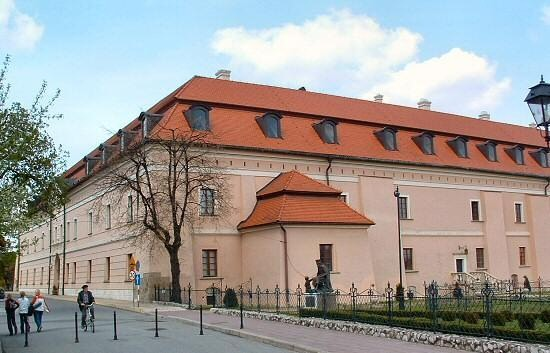
熊狩りの逸話のときに使用されていたニェポウォミツェの王室離宮（狩猟宮殿）の外観
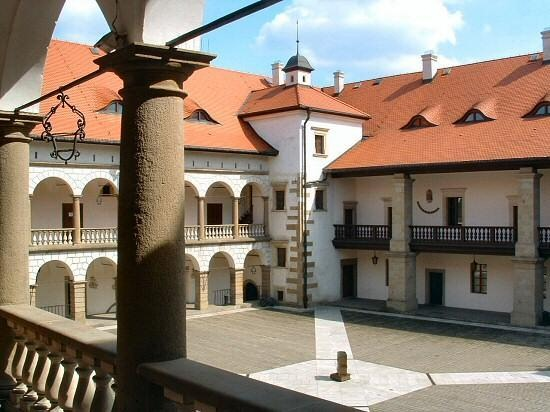
ニェポウォミツェの王室離宮（狩猟宮殿）の中庭 スタンチクが実際に活躍した場所のひとつ
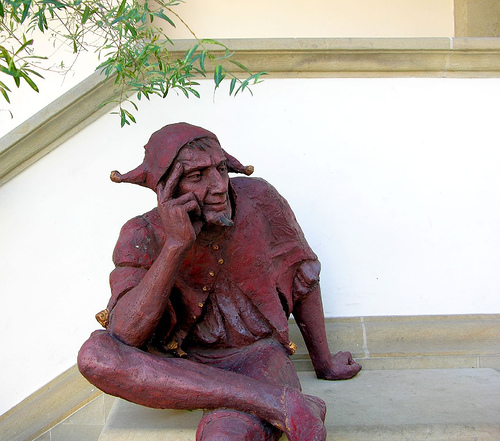
ニェポウォミツェの王室離宮（狩猟宮殿）にあるスタンチクの座像
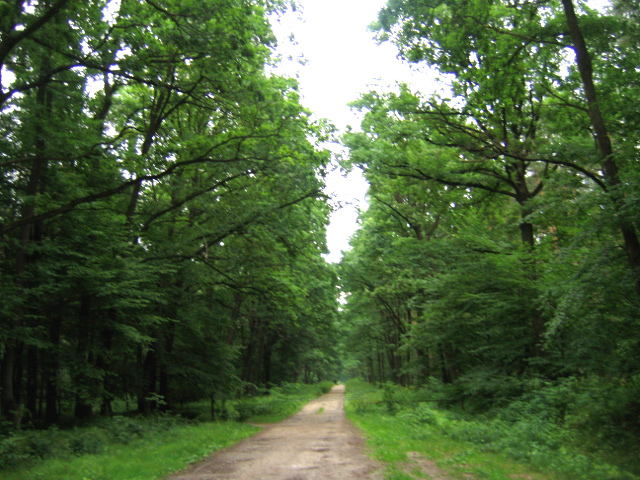
ニェポウォミツェの森 21世紀の現在でも深い森が広がる 17世紀までの「王の道」はここを通ってクラクフのヴァヴェル城で終点となる大きな街道であった
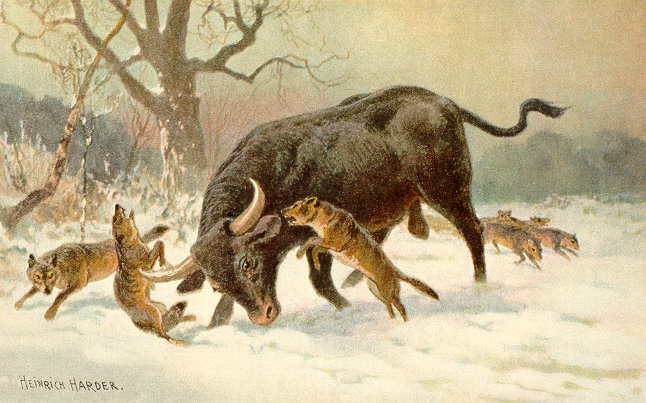
ニェポウォミツェの森のオーロックスと狼 オーロックス（ポーランド語でトゥール）は世界で最後に残っていた野生個体群が17世紀にニェポウォミツェの野生オーロックス保護区で絶滅
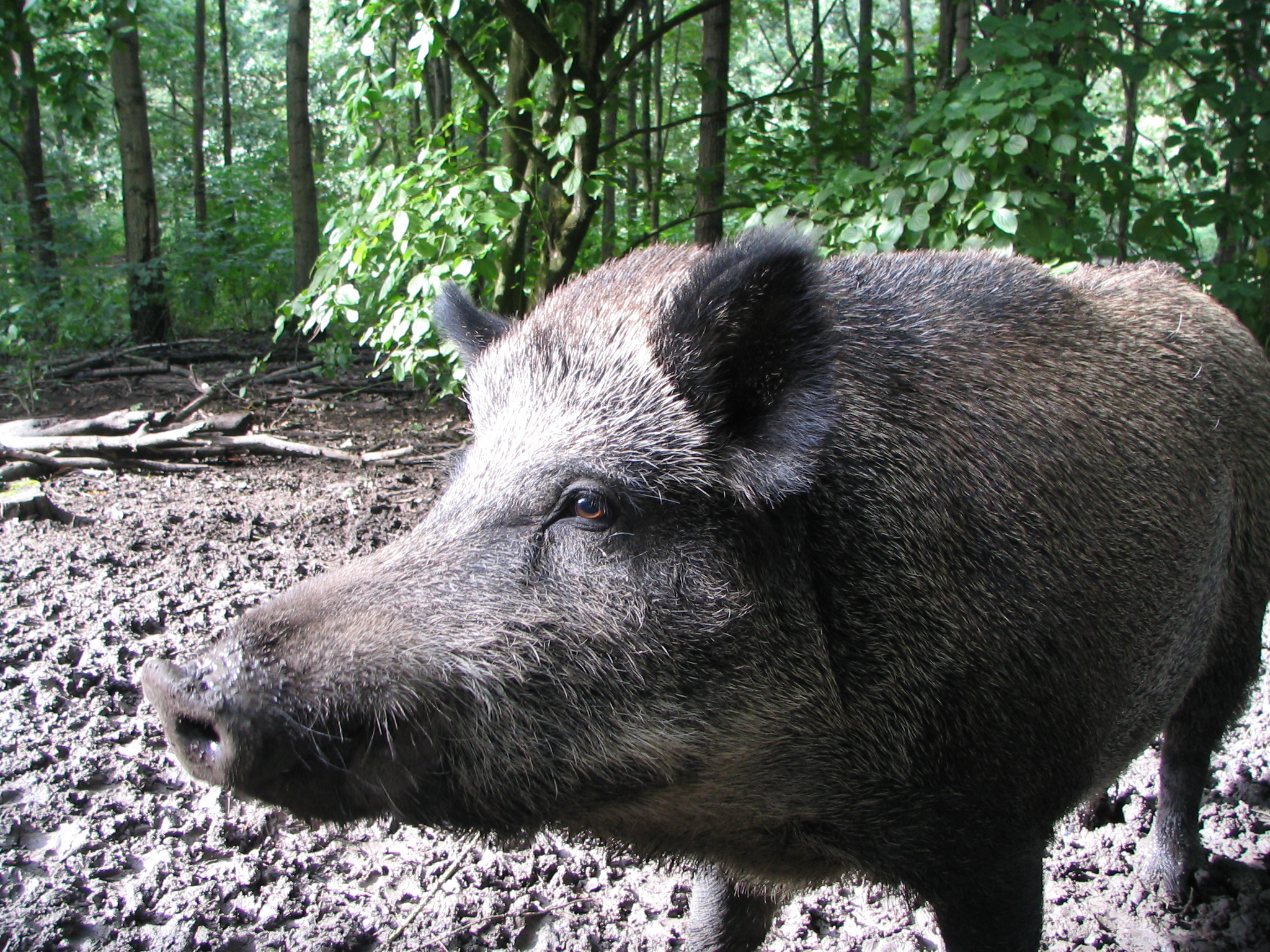
現在でもニェポウォミツェの森に大量にいる野生のイノシシ（ポーランド語でジーク）